# Пау (Сардиния)
Пау (итал. Pau) — коммуна в Италии, располагается в регионе Сардиния, в провинции Ористано.
Население составляет 326 человек (2008 г.), плотность населения составляет 23 чел./км². Занимает площадь 14 км². Почтовый индекс — 9090. Телефонный код — 0783.
Покровителем коммуны почитается святой Георгий, празднование 23 апреля.

## Демография
Динамика населения:

## Администрация коммуны
- Официальный сайт: